# 滨酒
滨酒是哈尔滨出产的一系列白酒，是以高粱、小麦、大麦、豌豆等原料酿成的大曲酒。滨酒为新兴的地方酒钟，其民企酿造厂家滨酒酒业于迟至2018年才成立，但为创业的准备工作则于二十年前就已开始。其酱香型白酒在贵州生产，清香型白酒于哈尔滨生产。2019年，酒厂又收购了哈尔滨老白干商标，开始恢复这一沉寂的老品牌。